# Festival Presidente
Le Festival Presidente, anciennement Festival Presidente de Música Latina, est un festival de musique latine organisé tous les deux ans, pendant 3 jours en octobre au Stade olympique Félix-Sánchez à Saint-Domingue, capitale de la République dominicaine. 

## Histoire
Le festival est fondé en 1995 à l'initiative d'une entreprise de brassage de bière, Cervecería Nacional Dominicana
Le 18 avril 2007, la Cervecería Nacional Dominicana annonce l'annulation de l'édition de cette année-là en raison de la baisse des ventes due à l'application de taxes élevées par le gouvernement dominicain.
Le 15 janvier 2014, la Cervecería Nacional Dominicana a annoncé la 8e édition du festival, après 4 ans d'absence. À partir de cette édition, le festival a cessé d'être uniquement consacré à la musique latine pour accueillir la musique en général, sans limitation de langue. En 2015, l'annonce de la prochaine édition du festival est prévue pour 2016, mais tout le monde est surpris lorsque la Cervecería Nacional Dominicana décide finalement de ne pas l'organiser cette année-là, mais en 2017. Ce changement s'explique par le fait qu'en 2017, le festival fêtera son 20e anniversaire.

## Programmations notables

### 1997
- Artistes dominicains : Los Toros Band, Los Hermanos Rosario, Eddy Herrera, Fernando Villalona, Tabú Tek
- Artistes internationaux : Gilberto Santa Rosa, Thalía, Emanuel, Marc Anthony, Tito Rojas y orquesta, Ana Bárbara, Carlos Vives, Enrique Iglesias, Alejandro Fernández.

### 1998
- Artistes dominicains : Los Hermanos Rosario, Fernando Villalona, Milly Quezada.
- Artistes internationaux : Alejandro Fernández, Maná, Ricky Martin, Carlos Vives, Juan Gabriel, Víctor Manuelle, Jerry Rivera, Azúcar Moreno, Grupo Niche, DLG.

### 1999
- Artistes dominicains : Tribu del Sol, Toño Rosario, Fernando Villalona, Raulín Rodríguez, Los Ilegales, Los Toros Band.

- Artistes internationaux : Shakira, Carlos Ponce, Víctor Manuelle, Tito Rojas, Elvis Crespo, Nek, Chayanne, Marc Anthony, Enrique Iglesias.

### 2001
- Artistes dominicains : Eddy Herrera, Rafa Rosario, Los Toros Band, Hermanos Rosario, Ciudad de Angeles, Zacarías Ferreira, Julio Sabala.

- Artistes internationaux : Alejandro Fernández, MDO, Marc Anthony, Ricardo Arjona, Gilberto Santa Rosa, Alejandro Sanz, Maná, Azul Azul.

### 2003
- Artistes dominicains : Ilegales, Milly Quezada, Monchy y Alexandra, Aventura, Sergio Vargas.

- Artistes internationaux : Rosario, Bacilos (es), Juanes, Ricardo Montaner, La Ley, Ricardo Arjona, Gilberto Santa Rosa, El Gran Combo de Puerto Rico, Chayanne.

### 2005
- Artistes dominicains : Negros, Frank Reyes, Eddy Herrera, Sergio Vargas, Krisspy, Rubby Perez, Rafa Rosario, El Torito.

- Artistes internationaux : Diego Torres, Marc Anthony, Julieta Venegas, David Bisbal, Chayanne, Daddy Yankee, Jennifer Lopez.